# Nehalennia integricollis
Nehalennia integricollis – gatunek ważki z rodziny łątkowatych (Coenagrionidae). Występuje na terenie Ameryki Północnej.